# Électro Dépôt
Electro Dépôt es una cadena de tiendas de bajo precio francesa especializada en electrodomésticos, multimedia y entretenimiento. El concepto está basado en la técnica del autoservicio (cash and carry) y del precio más bajo todo el año gracias a la compra por lotes.
Ubicados en las afueras de grandes áreas urbanas, las tiendas se extienden sobre áreas de 1.500 a 2.000 m². Los productos son nuevos y se presentan en palets, en embalajes y cajas originales.

## Historia
Creado en agosto de 2003 por Pascal Roche y Phileas Réant, este concepto se inspira en las cadenas minoristas estadounidenses y europeas de primer precio (por ejemplo: Costco o Colruyt)
La primera tienda Electro Dépôt abrió el 13 de mayo de 2004 en Bruay-la-Buissière, cerca de Béthune (Pas-de-Calais).
En marzo de 2016 Electro Dépôt tenía 67 puntos de venta, en julio del año siguiente, 71, en octubre de 2018, 89, todos en operación integrada (sin franquiciados) solo en Francia. En 2014 dio el salto internacional, abriendo la primera tienda en Bélgica, que a día de hoy cuenta con 9 tiendas, y en 2016 en España, que a día de hoy cuenta con 5 tiendas. A finales de 2024, cuentan con 115 tiendas entre Francia, Bélgica y España.
En 2010, el 88% del capital estaba en manos de Boulanger (empresa incluida en el holding HTM propiedad de la Asociación de la Familia Mulliez), el 12% restante estaba en manos de accionistas empleados